# Phalacrus grossus
Phalacrus grossus – gatunek chrząszcza z rodziny pleszakowatych.

## Taksonomia
Gatunek ten opisany został po raz pierwszy w 1845 przez Wilhelma Ferdinanda Erichsona.

## Morfologia
Chrząszcz o owalnym, wysklepionym ciele długości od 3 do 3,3 mm. Ubarwiony jest błyszcząco czarno. Przedplecze jest trapezowate, delikatnie i stosunkowo gęsto punktowane. Powierzchnia dużej, trójkątnej w zarysie tarczki jest połyskująca. Na powierzchni pokryw brak jest mikrorzeźby, natomiast występują wyraźnie punktowane, liniowe rzędy oraz punktowane w sposób rozproszony i mniej wyraźny międzyrzędy. Rząd przyszwowy jest wyraźny i pojedynczy. Zapiersie ma półkoliste linie biodrowe. Odnóża przedniej pary mają na zewnętrznej krawędzi goleni co najmniej 20 kolców, w odcinku nasadowym szerzej rozstawionych, a dalej upakowanych w gęsty grzebień.

## Ekologia i występowanie
Jest mykofagiem żerującym na zarodnikach grzybów. Larwy przechodzą w lipcu rozwój w porażonych grzybami kłosach traw z takich gatunków jak wydmuchrzyca piaskowa i piaskownica zwyczajna. Przepoczwarczają się w pierwszej połowie sierpnia w glebie. Od połowy sierpnia pojawiają się osobniki dorosłe następnego pokolenia. Stanowią stadium zimujące. Wiosną aktywne stają się w maju. Bytują na kłosach, żerując na tym samym pokarmie co larwy.
Gatunek palearktyczny, znany z Francji, Holandii, Niemiec, Szwajcarii, Austrii, Włoch, Danii, Szwecji, Polski, Czech, Węgier, Chorwacji, Bośni i Hercegowiny, Rumunii, Grecji, europejskiej i syberyjskiej części Rosji oraz Chin z Tybetem włącznie.